# Hurtnica wstydliwa
Hurtnica wstydliwa (Lasius brunneus) – gatunek mrówki z podrodziny Formicinae.
Jest to niewielka, płochliwa mrówka wielkości 3-4 mm, występująca w całej Polsce. Królowa wielkości około 7-8 mm zakłada gniazdo w sposób klasztorny. Gniazda budowane są w spróchniałych korzeniach, martwych pniach drzew, większych gałęziach leżących w wilgotnym poszyciu lasu. Główne źródło pożywienia tej mrówki stanowi spadź.
Rójka odbywa się w czerwcu.